# جنگل‌های سوزنی‌برگ ساحلی اسکاندیناوی
جنگل‌های سوزنی‌برگ ساحلی اسکاندیناوی (به لاتین: Scandinavian coastal conifer forests) یک منطقهٔ مسکونی و جنگل در نروژ است.